# La Fille Rosemarie
Pour plus de détails, voir Fiche technique et Distribution.
La Fille Rosemarie (Das Mädchen Rosemarie) est un film allemand réalisé par Rolf Thiele en 1958.

## Synopsis
Rosemarie Nitribitt est une jeune « demi-mondaine » de Francfort, dans l'Allemagne des années 1950 en plein « miracle économique ». Aussi séduisante qu'ambitieuse, Rosemarie cible les riches patrons de la grande industrie. La générosité de l'un d'entre eux lui permet de commencer à mener grand train, si bien qu'elle se prend à rêver d'une place dans la haute société. Réalisant amèrement que ce monde lui est inaccessible, elle accepte par dépit de pratiquer de l'espionnage industriel sur l'oreiller pour le compte d'un mystérieux entrepreneur français en enregistrant les confidences de ses clients avec un magnétophone UHER 195. Et c'est alors que ses ennuis commencent.

## Fiche technique
- Scénario : Rolf Thiele, Erich Kuby, Jo Herbst
- Musique : Norbert Schultze
- Photographie :
- Directeur artistique :
- Montage :
- Production : Luggi Waldleitner
- Genre :Drame
- Format : noir et blanc
- Durée : 100 minutes
- Dates de sorties :  Allemagne : 28 juin 1958 /  France : 31 juillet 1959

## Distribution
- Nadja Tiller  (VF : Michele Bardollet) : Rosemarie Nitribitt
- Peter van Eyck : Fribert
- Carl Raddatz  (VF : Andre Valmy) : Hartog
- Gert Fröbe  (VF : Jean-Marie Amato) : Bruster
- Mario Adorf : Horst
- Horst Frank  (VF : Pierre Vaneck) : Michael Runge
- Werner Peters  (VF : Pierre Leproux) : Franz Josef Nagonski
- Karin Baal : Do
- Hanne Wieder  (VF : Jacqueline Ferriere) : Marga Hartog
- Tilo von Berlepsch  (VF : Gerard Ferat) : le prince Oelsen
- Hubert von Meyerinck  (VF : Jean-Henri Chambois) : Kleye

## Autour du film
Critique sociale acerbe, le film est librement inspiré de la vie de Rosemarie Nitribitt, une célèbre prostituée de luxe de Francfort-sur-le-Main, dont le meurtre en 1957 n'a jamais été élucidé et suscite encore aujourd'hui bien des spéculations, car le carnet d'adresses de la jeune femme était rempli de noms d'hommes politiques et d'industriels du pays. Au moment de la sortie du film à l'été 1958, le scandale était encore tellement récent que le ministère allemand des Affaires étrangères tenta vainement d'empêcher sa présentation à la Mostra de Venise, où l’œuvre fut d'ailleurs acclamée. Le film reçut en 1959 le prix du meilleur film étranger aux Golden Globes.